# Action pour le renouveau socialiste
Action pour le renouveau socialiste (ARS) est un courant du Parti socialiste fondé en mars 1996 par les « rocardiens » orphelins de leur chef de file qui a renoncé à son ambition présidentielle après son échec aux élections européennes de 1994. Ils souhaitent porter dans le PS post-mitterrandien les idées de la « deuxième gauche » développées par Michel Rocard depuis son adhésion en 1974, notamment au sein des clubs Convaincre lancés en 1985 pour préparer une éventuelle candidature à l'élection présidentielle de 1988.
En 2001, l'ARS se regroupe avec les « jospinistes » pour former le courant Socialisme et démocratie, en soutien à l'action du Gouvernement Jospin.

## Origines: le courant rocardien

### La deuxième gauche issue du PSU (1974-1979)
Le courant « rocardien » est issu d'une scission du Parti socialiste unifié (PSU) menée par son secrétaire national Michel Rocard, qui rejoint en octobre 1974 le Parti socialiste dirigé par François Mitterrand à l'occasion des Assises du socialisme. Il est suivi par 2 200 militants (soit 40 % du PSU) dont de nombreux proches comme Robert Chapuis, Jacques Chérèque, Jean Le Garrec, Claude Evin, Jean-Paul Huchon ou Alain Richard.
L'accueil des rocardiens au sein du PS n'est pas très enthousiaste. Si le CERES de Jean-Pierre Chevènement les perçoit comme des adversaires situés à l'aile droite du parti, les mitterrandistes s'en méfient craignant un remise en question de la ligne d'Epinay et du programme commun ; tandis que les poperénistes (anciens opposants à Michel Rocard au sein du PSU avant leur exclusion en 1967) les définis comme des « socio-technocrates ».
Michel Rocard intègre la direction du PS à l'issue du Congrès de Pau en 1975, où son « courant des assises » présente un amendement qui obtient 15,5 % avant d'intégrer la motion de François Mitterrand. Il y développe alors une certaine autonomie en théorisant sur la « deuxième gauche » qu'il définie comme « décentralisatrice, régionaliste, héritière de la tradition autogestionnaire, qui prend en compte les démarches participatives des citoyens, en opposition à une première gauche, jacobine, centralisatrice et étatique » pointant notamment le CERES désormais dans la minorité.

### Minoritaire au sein du PS (1979-1985)
Après la fin du programme commun avec le PCF, les rocardiens actent leur rupture avec les mitterrandistes lors du Congrès de Metz en avril 1979. Considérant la stratégie menée par François Mitterrand comme la cause de l'échec de la gauche aux élecetions législatives de 1978, Michel Rocard et ses amis tentent de prendre les rênes du parti pour appliquer une ligne plus réformiste ou sociale-démocrate. Ils se rapprochent alors de Pierre Mauroy, numéro 2 du parti, avec qui ils signent une contribution commune avant de présenter leur propre motion « Redonner ses chances à la gauche » qui obtient 20,5 % des mandats. Largement devancés par la motion Mitterrand (45,3 %) et ne pouvant profiter de la motion Mauroy (16,2 %), les rocardiens échouent à prendre la direction et ne peuvent s'opposer à la candidature de François Mitterrand à la prochaine élection présidentielle.
Avec l'élection de François Mitterrand à la présidence de la République, Michel Rocard est nommé ministre d'État,  ministre du Plan et de l'Aménagement du territoire dans le gouvernement Mauroy. Au sein du PS, le courant rocardien rallie la direction dans un esprit d'unité faisant suite à la victoire de la gauche, même si leurs divergences sur la politique à mener (notamment sur la nationalisations) restent activent.
Cet esprit d'unité est préservé lors du Congrès de Bourg-en-Bresse en octobre 1983, marqué par le tournant de la rigueur. Mais certains membres du courant comme Alain Richard, Jean-Pierre Worms ou Marie-Noëlle Lienemann se dissocient de Michel Rocard et présentent une motion dissidente « Pour un bon usage de la rigueur » qui obtient 4,7 %. Se définissant comme autogestionnaires, innovateurs et partisans d'une certaine rigueur économique, ces « néo-rocardiens » forment alors le courant À gauche pour l'initiative, la responsabilité et la solidarité (AGIRS).
Opposé à l'application de la proportionnelle pour les élections législatives de 1986, Michel Rocard démissionne du gouvernement Fabius en 4 avril 1985. Dès lors, le courant rocardien se replace dans la minorité du PS et commence à préparer une candidature de Michel Rocard à l'élection présidentielle de 1988 en cas de retrait de François Mitterrand.

### Les clubs Convaincre (1985-1994)
Moins d'un mois après sa démission du gouvernement, Michel Rocard lance les clubs « Convaincre » : un ensemble de comités locaux et autonomes réunis au sein d'une fédération nationale animée par Bernard Poignant, avec pour objectif de rassembler les soutiens au delà du Parti socialiste. Des clubs « Forum » et « Opinions » sont également créés afin de mobiliser les jeunes rocardiens ; les premiers animés par Manuel Valls sont rejoints par Benoît Hamon, Marisol Touraine, Olivier Faure ou Christophe Castaner, tandis que le second fondé par Jean-Noël Tronc attire des étudiants de Sciences Po Paris comme Emmanuel Moulin, Alexis Kohler, Jacques Maire, Odile Renaud-Basso ou encore Édouard Philippe.
Dans le même temps, les rocardiens (dont AGIRS) présentent une motion au Congrès de Toulouse d'octobre 1985 également baptisée « Convaincre ». Avec près de 30 % des mandats, le courant s'implante dans de nombreuses fédérations face à la motion commune portée par Lionel Jospin et obtient plusieurs postes au sein de la direction du parti. Grâce à la synthèse avec la majorité, Robert Chapuis, Louis Le Pensec et Pierre Brana sont nommés secrétaires nationaux ; Daniel Frachon, Jean-Pierre Joseph, Marie-Noëlle Lienemann et Gérard Fuchs secrétaires nationaux adjoints.
Désormais influent, le courant rocardien tente de s'imposer dans le parti comme le véritable renouveau socialiste face à la jeune garde mitterrandiste, et plus particulièrement Laurent Fabius alors premier ministre. De plus, la défaite aux élections législatives de 1986 suivie de la première cohabitation, est perçu par les rocardiens comme un échec de François Mitterrand, qui trop affaibli, ne pourrai se représenter en 1988. Cependant, alors que les différents clubs s'étaient activement préparés pour une candidature de Michel Rocard, François Mitterrand annonce la sienne le 22 mars 1988.
Après la réélection de François Mitterrand, Michel Rocard est nommé premier ministre pour appliquer une politique d'ouverture au centre dans l'esprit du slogan de campagne : « la France unie ». Ainsi, il se retrouve à la tête d'un gouvernement composé de ses proches (Roger Fauroux, Louis Le Pensec, Claude Evin, Jacques Chérèque, Catherine Tasca, Tony Dreyfus, Robert Chapuis, Michèle André et Catherine Trautmann), de personnalité de l'UDF (Jean-Pierre Soisson et Michel Durafour) mais toujours dominé par les mitterrandistes qui gardent les postes clefs : Lionel Jospin à l'Éducation nationale devient n°2 du gouvernement, Pierre Bérégovoy à l'Économie, Pierre Joxe à l'Intérieur ou Roland Dumas aux affaires étrangères.
Lors du congrès de Rennes de mars 1990, les rocardiens espèrent profiter de la division des « mitterrandistes » entre « jospinistes » et « fabusiens » pour conquérir la direction du parti. Toutefois, leur motion n'arrive qu'en troisième position avec 24,26 % et Pierre Mauroy est reconduit au poste de Premier secrétaire la semaine qui suit ce congrès fratricide.
Le 15 mai 1991, Michel Rocard est remercié par François Mitterrand et démissionne de sa fonction de Premier ministre. Il relance alors les activités des clubs « Convaincre » pour préparer sa candidature à l'élection présidentielle de 1995. Et c'est à la suite du revers aux élections législatives de 1993, qu'il parvient à prendre la direction du PS grâce à une alliance de son courant avec les « jospinistes » et la Gauche socialiste. Il est alors entouré de fidèles comme Jean-Paul Huchon au programme, Michel Sapin à la commission économique, Alain Richard à l'écologie, Gérard Fuchs à l'internationale, Manuel Valls à la communication et Benoît Hamon à la tête du Mouvement des jeunes socialistes désormais autonome.
Reconduit par le congrès du Bourget avec 82 % des voix, Michel Rocard décide de mener lui-même la liste socialiste à l'élection européenne de 1994. Mais concurrencé par une liste radicale de gauche menée par Bernard Tapie soutenue discrètement par François Mitterrand, il subit un lourd échec en n'obtenant que 14,5 % des suffrages. Il est alors mis en minorité au conseil national du PS par une coalition entre « fabusiens », « poperénistes » et la Gauche socialiste qui désigne Henri Emmanuelli pour le remplacer. Ce double revers pousse Michel Rocard à abandonner son rêve présidentiel.

## Les rocardiens sans Rocard
Avec le retrait de Michel Rocard de la course présidentielle, ses soutiens à l'intérieur et à l'extérieur du PS se retrouvent privés de leur objectif principal. Ainsi les clubs « Convaincre », « Forum » et « Opinions » cessent leurs activités et les rocardiens abordent le congrès de Liévin en ordre dispersé.
Une partie d'entre eux (Michèle André, Alain Bergounioux, Michel Destot, Claude Évin, Catherine Trautmann, Jean-Pierre Sueur, Manuel Valls) signe la contribution portée par Martine Aubry et Pierre Mauroy également soutenue par des « jospinistes », avant de rallier la motion de Henri Emmanuelli dans un esprit d'union sacrée à quelques mois de la future élection présidentielle. Alors que d'autres présentent leurs propres contributions comme Gérard Fuchs ou des « jeunes rocardiens » (Christophe Clergeau, Christophe Castaner, Olivier Faure, Benoît Hamon, Régis Juanico). Ces derniers participent à l'unique motion minoritaire « Agir en socialistes » portée par Vincent Peillon qui n'obtient que 7,85 % des votes.
Après une défaite honorable face à Jacques Chirac à l'élection présidentielle de 1995, Lionel Jospin reprend la direction du PS et entame une période de rénovation du parti. C'est durant cette période, en février 1996, que les rocardiens (principalement ceux qui ont soutenu la direction au dernier congrès) décident de se structurer autour de Michel Sapin, Alain Bergounioux et Catherine Trautmann au sein de l'Action pour le renouveau socialiste (ARS),. Ne cherchant plus à porter leur mentor aux responsabilités du PS et de l'État, leur action se tourne désormais à influer la ligne du parti vers une politique sociale-démocrate, réformiste et « réaliste », dans les pas de la « Deuxième gauche » développée par Michel Rocard,.
À la suite de la victoire de la Gauche plurielle aux élections législatives anticipées de 1997, l'ARS revendique 54 députés sur les 242 socialistes élus. Lionel Jospin est alors nommé Premier ministre à la tête d'un gouvernement de cohabitation comprenant plusieurs rocardiens comme Alain Richard à la Défense, Catherine Trautmann à la Culture, Louis Le Pensec à l'Agriculture, Charles Josselin à la Coopération et Louis Besson au Logement.
Les rocardiens de l'ARS deviennent les principaux alliés des « jospinistes » au sein de la direction du PS dirigée par François Hollande depuis la nomination de Lionel Jospin à Matignon. Ils présentent une contribution commune en préparation du congrès de Brest de novembre 1997, suivie d'une motion réunissant une grande partie des courants, à par ceux de l'aile gauche. À l'issue du congrès, l'ARS forme au sein du conseil national du parti un « bloc majoritaire » avec les jospinistes, les amis de Martine Aubry et d'anciens camarades du courant rocardien (Jean-Paul Huchon, Manuel Valls). Plusieurs membres intègrent la nouvelle direction comme Alain Bergounioux, Michel Sapin ou Jean-Pierre Sueur.
Durant cette Troisième cohabitation, l'ARS développe au sein du PS et du gouvernement une sensibilité sociale-démocrate tout en préservant une « spécificité française » face au concept social-libéral de la Troisième voie popularisé par Bill Clinton, Tony Blair et Gerhard Schröder au sein des gauches internationales. Selon certains observateurs, la politique menée par Lionel Jospin était influencée par les rocardiens en cette fin de XXe siècle.
Un mois avant le congrès de Grenoble de novembre 2000, les rocardiens de l'ARS et les jospinistes décident de se rassembler afin de créer au sein du PS un véritable pôle de soutiens aux actions du gouvernement Jospin tout comme à François Hollande qui est réélu Premier secrétaire. Peu après ce congrès, Socialisme et démocratie est officiellement lancé par Pierre Moscovici, Jean-Christophe Cambadélis, Alain Richard et Alain Bergounioux.